# Gornje Grgure
Gornje Grgure (em cirílico: Горње Гргуре) é uma vila da Sérvia localizada no município de Blace, pertencente ao distrito de Toplica, na região de Toplica. A sua população era de 221 habitantes segundo o censo de 2011.

## Demografia
| 1948 | 1953 | 1961 | 1971 | 1981 | 1991 | 2002 | 2011 |
| ---- | ---- | ---- | ---- | ---- | ---- | ---- | ---- |
| 869  | 884  | 741  | 636  | 516  | 388  | 327  | 221  |